# Dutch Basketball League
Dutch Basketball League war die Liga, die von der Federatie Eredivisie Basketballclubs organisiert wurde und die höchste Spielklasse im niederländischen Vereinsbasketball der Herren darstellte. Die professionelle Spielklasse führte seit 2010 aus Vermarktungsgründen die Bezeichnung Dutch Basketball League. Die FEB organisierte den Spielbetrieb der Liga in Zusammenarbeit mit dem nationalen Basketballverband Nederlandse Basketball Bond (NBB) und ist Mitglied des europäischen Ligaverbands ULEB. Die Liga spielte seit einigen Jahren als geschlossene Liga ohne Abstiegsregelung, so dass teilnehmende Mannschaften eine Lizenz beantragen mussten. Bei ungenügender wirtschaftlicher Basis konnte die Lizenz auch wieder zurückgezogen werden.
Im Jahr 2021 wurde die Liga durch neue BNXT League ersetzt, in der Mannschaften aus den Niederlanden und Belgien spielen. In dieser neuen Liga wird auch weiterhin ein niederländischer Meister gekürt, da für jedes Land zusätzlich zu den gemeinsamen Play-offs auch getrennte Play-offs für das jeweilige Land ausgetragen werden.

## Modus
Die Mannschaften spielten eine Doppelrunde im Rundenturnier (englisch Round Robin) aus, so dass bei Besetzung der Liga mit zehn Mannschaften jede Mannschaft zunächst 36 Saisonspiele absolviert hat. Mit der Aufstockung der Liga auf zehn Mannschaften seit 2012 spielten anschließend die acht bestplatzierten Mannschaften in Play-off-Serien, wobei die Platzierungen der Hauptrunde über die Paarungen und das Heimrecht entscheiden, den Meister aus.

## Teilnehmer

### Saison 2017/18
- Donar Groningen
- Zorg en Zekerheid Leiden
- New Heroes Den Bosch
- Landstede Basketbal Zwolle
- Rotterdam Basketbal
- BC Apollo Amsterdam
- Aris Leeuwarden
- Den Helder Suns
- Maxxcom BS Weert

Bekannte frühere Mannschaften waren unter anderem der mehrfache Meister ABC Amsterdam, der unter den Sponsorennamen Demon/Ricoh Astronauts oder MyGuide mehrfach in europäischen Vereinswettbewerben vertreten war.

## Titelträger
Bereits vor Einführung der FEB als nationaler Spielklasse ab 1960 wurden Meisterschaften zwischen den besten niederländischen Mannschaften ausgetragen. Folgende Mannschaften sind seit 1946 vom NBB als Titelträger anerkannt:
- 1946: DED Amsterdam
- 1947: DED Amsterdam
- 1948: APGS Amsterdam
- 1949: AMVJ Amsterdam
- 1950: DED Amsterdam
- 1951: AMVJ Amsterdam
- 1952: DED Amsterdam
- 1953: DED Amsterdam
- 1954: DED Amsterdam
- 1955: AMVJ Amsterdam
- 1956: DED Amsterdam
- 1957: The Wolves Amsterdam
- 1958: DED Amsterdam
- 1959: Blue Stars Amsterdam
- 1960: The Wolves Amsterdam
- 1960/61: The Wolves Amsterdam
- 1961/62: Landlust Amsterdam
- 1962/63: Landlust Amsterdam
- 1963/64: The Wolves Amsterdam
- 1964/65: The Wolves Amsterdam
- 1965/66: Herly Amsterdam
- 1966/67: SVE Utrecht
- 1967/68: Flamingo’s Haarlem
- 1968/69: Basket Punch Delft
- 1969/70: Fiat Stars Amsterdam
- 1970/71: Levi’s Flamingo’s Haarlem
- 1971/72: Levi’s Flamingo’s Haarlem
- 1972/73: Levi’s Flamingo’s Haarlem
- 1973/74: Transol Rotterdam Zuid
- 1974/75: Basket Punch Delft
- 1975/76: Kinzo Amstelveen
- 1976/77: Kinzo Amstelveen
- 1977/78: BS Parker Leiden
- 1978/79: EBBC Den Bosch
- 1979/80: EBBC Den Bosch
- 1980/81: Nashua Den Bosch
- 1980/81: GSSV Donar
- 1982/83: Nashua Den Bosch
- 1983/84: Nashua Den Bosch
- 1984/85: Nashua Den Bosch
- 1985/86: Nashua Den Bosch
- 1986/87: Nashua Den Bosch
- 1987/88: Nashua Den Bosch
- 1988/89: DiBa Den Helder
- 1989/90: Commodore Den Helder
- 1990/91: Commodore Den Helder
- 1991/92: Commodore Den Helder
- 1992/93: Canoe Jeans Den Bosch
- 1993/94: Lanéche Weert
- 1994/95: Mustang Jeans Den Helder
- 1995/96: EBBC Den Bosch
- 1996/97: EBBC Den Bosch
- 1997/98: HansVerkerk Den Helder
- 1998/99: Ricoh Astronauts
- 1999/00: Ricoh Astronauts
- 2000/01: Ricoh Astronauts
- 2001/02: Ricoh Astronauts
- 2002/03: EiffelTowers Nimwegen
- 2003/04: MPC Capitals Groningen
- 2004/05: Demon Astronauts
- 2005/06: EiffelTowers Den Bosch
- 2006/07: EiffelTowers Den Bosch
- 2007/08: MyGuide Amsterdam
- 2008/09: MyGuide Amsterdam
- 2009/10: GasTerra Flames Groningen
- 2010/11: Zorg en Zekerheid Leiden
- 2011/12: EiffelTowers Den Bosch
- 2012/13: Zorg en Zekerheid Leiden
- 2013/14: GasTerra Flames Groningen
- 2014/15: EiffelTowers Den Bosch
- 2015/16: Donar Groningen
- 2016/17: Donar Groningen
- 2017/18: Donar Groningen
- 2018/19: Landstede Hammers
- 2019/20: kein Meister aufgrund der COVID-19-Pandemie[2]
- 2020/21: Zorg en Zekerheid Leiden